# Gnaphosinae
Gnaphosinae Pocock, 1898 è una sottofamiglia di ragni appartenente alla famiglia Gnaphosidae.

## Descrizione
Sono ragni di varia grandezza, da piccola (2 millimetri) a grande (15 millimetri).
La chiave dicotomica di questa sottofamiglia rispetto alle altre è che questi ragni hanno il margine laterale posteriore dei cheliceri seghettato e composto da dentelli molto piccoli. Questo carattere è tipico, non è posseduto da nessun'altra sottofamiglia.

## Distribuzione
I 17 Generi oggi noti di questa sottofamiglia hanno, globalmente, diffusione cosmopolita.

## Tassonomia
Attualmente, a marzo 2016, la maggioranza degli aracnologi è concorde nel suddividerla in 17 generi:
1. Amusia Tullgren, 1910 - Africa orientale e meridionale (2 specie)
2. Aneplasa Tucker, 1923 - Sudafrica, Angola e Africa orientale (8 specie)
3. Asemesthes Simon, 1887 - Africa meridionale e centrale (26 specie)
4. Berlandina Dalmas, 1922 - Africa occidentale, dal bacino del Mediterraneo all'Asia centrale (37 specie)
5. Echemella Strand, 1906 - Etiopia, Congo (6 specie)
6. Fedotovia Charitonov, 1946 - Mongolia, Asia centrale, Afghanistan (4 specie)
7. Gnaphosa Latreille, 1804 - cosmopolita (143 specie e 3 sottospecie)
8. Microsa Platnick & Shadab, 1977 - America centrale (Cuba, isole Bahamas, isole Vergini) (3 specie)
9. Minosia Dalmas, 1921 - Africa, paesi del Mediterraneo, Turkmenistan, Yemen (13 specie e una sottospecie)
10. Minosiella Dalmas, 1921 - Africa settentrionale, Asia centrale, Israele (6 specie)
11. Nomisia Dalmas, 1921 - Europa, Asia, Africa (39 specie)
12. Pterotricha Kulczyński, 1903 - Africa, Europa, Medio Oriente, Asia centrale (38 specie)
13. Pterotrichina Dalmas, 1921 - Algeria, Tunisia, Asia centrale (2 specie)
14. Scotognapha Dalmas, 1920 - Isole Canarie (14 specie)
15. Shiragaia Paik, 1992 - Corea (genere monospecifico)
16. Smionia Dalmas, 1920 - Sudafrica (2 specie)
17. Trephopoda Tucker, 1923 - Sudafrica, Namibia (6 specie)